# Maurertown (Virginia)
Maurertown è un census-designated place (CDP) degli Stati Uniti d'America, situato nello stato della Virginia, nella contea di Shenandoah. Secondo il censimento del 2020 gli abitanti di Maurertown ammontavano a 973.
Due siti di Maurertown sono stati inseriti nel National Register of Historic Places: la Abraham Beydler House e la Shenandoah County Farm.